# Edmund Fitzgerald
La Edmund Fitzgerald (soprannominata Mighty Fitz, The Fitz, o The Big Fitz) fu una nave da carico per minerali di ferro alla rinfusa. Varata l'8 giugno 1958, fino al 1971 fu la nave più grande in servizio sui Grandi Laghi.
Dopo aver riportato alcune difficoltà durante una tormenta sul Lago Superiore, la Fitzgerald naufragò improvvisamente (e senza aver inviato alcuna richiesta di soccorso) il 10 novembre 1975, inabissandosi a circa 180 metri di profondità: era in acque canadesi a circa 17 miglia nautiche dall'ingresso della Whitefish Bay. Tutti i 29 uomini di equipaggio perirono nell'incidente, presumibilmente per annegamento. Il naufragio è il più famoso nella storia dei traffici lacuali sui Grandi Laghi; gli è stata dedicata una canzone da Gordon Lightfoot, The Wreck of the Edmund Fitzgerald.

## Costruzione
Il 1º febbraio 1957 la Northwestern Mutual Life Insurance Company di Milwaukee, Wisconsin commissionò alla Great Lakes Engineering Works (GLEW) di River Rouge, Michigan un cargo lacustre per il trasporto di taconite, minerale contenente ferro.
Il contratto prevedeva che la nave fosse la più grande unità in servizio sui Grandi Laghi. Lo scafo venne impostato il 7 agosto, e la compagnia annunciò l'intenzione di dedicare la nave al proprio presidente, Edmund Fitzgerald, il cui padre era stato egli stesso comandante di navi sui Laghi.
La nave aveva una capacità di 24.100 tonnellate, in una stiva in acciaio composta da 21 vani da 3,5 per 16,5 metri. Inizialmente alimentata a carbone, venne in seguito convertita a gasolio durante la manutenzione invernale del 1971-72. Con una lunghezza complessiva di poco superiore ai 222 metri, rispettò il contratto diventando fino al 1971 la più grande nave in servizio sui Grandi Laghi.
Al varo assistettero oltre 15.000 persone, ed ebbe alcuni contrattempi. Ci vollero tre tentativi da parte della signora Fitzgerald, moglie del presidente, per rompere la bottiglia di champagne, e il varo fu ritardato di 36 minuti per permettere al personale di cantiere di rimuovere i blocchi della chiglia. Una volta liberata, la nave urtò violentemente contro un molo.
Le prove di navigazione cominciarono il 13 settembre 1958, e la Northwestern affidò la nave alla Columbia Transportation Division della Oglebay Norton Corporation una settimana dopo. Per i successivi 17 anni la Fitzgerald trasportò taconite dalle miniere di Duluth (Minnesota) alle fonderie di Detroit e Toledo. Prima del naufragio, fu coinvolta in una collisione (con la S.S. Hochelaga nel 1970), tre urti con oggetti stazionari (1970, 1973, 1974) e uno spiaggiamento, nel 1969. Inoltre, nel 1974 perse l'ancora di prua nel Detroit.

## L'ultimo viaggio

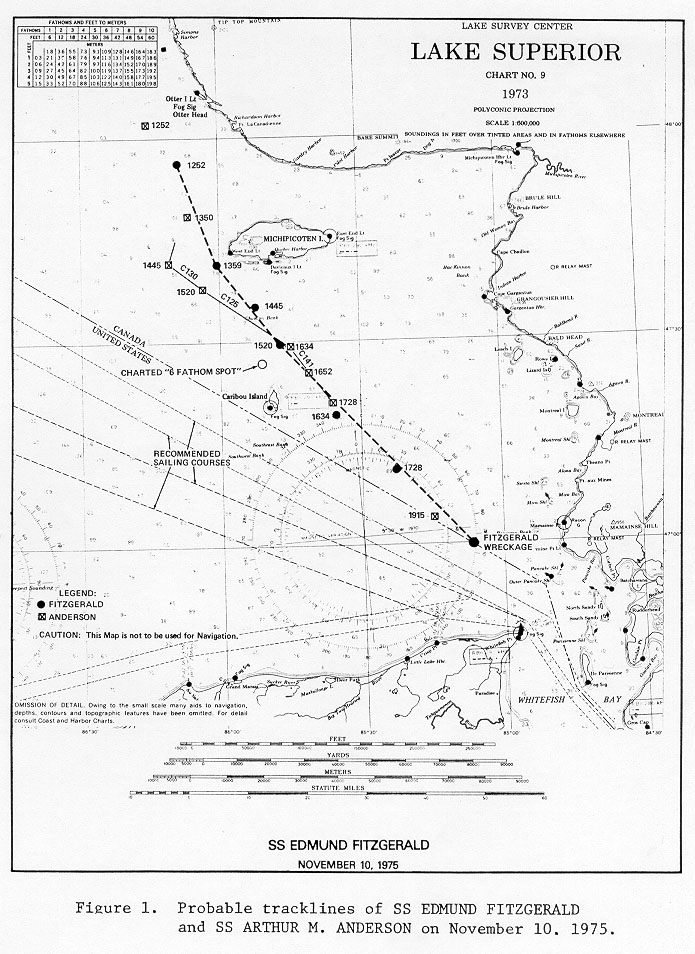
Il rapporto NTSB sul probabile percorso della Edmund Fitzgerald e Arthur M. Anderson.

La Fitzgerald lasciò Superior (Wisconsin) nel pomeriggio del 9 novembre 1975 agli ordini del comandante Ernest M. McSorley, in transito per la fonderia dell'Isola di Zug, vicino a Detroit, Michigan, con un carico completo di minerale.
Una seconda nave da carico, la Arthur M. Anderson, in rotta per Gary (Indiana) da Two Harbors, in Minnesota, si unì alla Fitzgerald, la quale essendo più veloce mantenne la testa del convoglio.
Attraversando il Lago Superiore a circa 13 nodi, le barche incontrarono una imponente tempesta invernale, con venti a oltre 50 nodi e onde di 13 metri, che avevano già costretto alla chiusura il canale di Soo, presso Sault Ste. Marie. Le navi modificarono la rotta, dirigendosi a nord verso le coste canadesi per cercare riparo, per poi attraversare la Whitefish Bay e avvicinarsi alla destinazione.
Nel tardo pomeriggio di lunedì 10 novembre il lago fu scosso da prolungate raffiche di vento ad oltre 50 nodi. La Anderson venne travolta da venti da uragano a 75 nodi. Alle 3:30 pm la Fitzgerald segnalò alla Anderson danni lievi alle sovrastrutture e la perdita del radar. La visibilità era ridotta a causa delle pesanti nevicate e la Guardia Costiera avvertì tutte le navi di trovare riparo nei porti.
Due delle sei pompe della Fitzgerald lavoravano a pieno regime per scaricare l'acqua imbarcata; anche il faro e il radiofaro di Whitefish Point erano stati disabilitati dalla tempesta e la Fitzgerald procedeva in testa al convoglio alla cieca, rallentando a 10 nodi per ricevere indicazioni sulla guida dal radar della seconda nave.
Per un po' la Anderson guidò la Fitzgerald verso la relativa sicurezza della Whitefish Bay. Alle 5:45 pm il comandante McSorley avvertì un'altra nave, la Avafors, di segnalare che la Fitzgerald aveva subito gravi danni, perso i radar e aveva il ponte allagato; McSorley descrisse la situazione come "Uno dei peggiori mari in cui mi sia mai trovato."
Le ultime comunicazioni dalla nave arrivarono intorno alle 7:10 pm, quando la Anderson segnalò alla Fitzgerald la presenza di un'altra nave e chiese informazioni sullo stato, a cui McSorley rispose "We are holding our own." (teniamo duro).
Pochi minuti dopo, la nave naufragò senza lanciare richieste di soccorso. Dopo dieci minuti senza contatto radio né visivo né radar, la Anderson cominciò a segnalare la situazione alle autorità, e alle 8:32 pm riuscì a convincere la United States Coast Guard che la nave era andata persa. Fino ad allora, la Coast Guard era alla ricerca di una piccola imbarcazione dispersa nella zona, e solo alle 8.30 prese con attenzione le segnalazioni del comandante Jesse "Bernie" Cooper della Anderson, chiedendogli infine di cominciare una ricerca dei sopravvissuti.

## Le ricerche
Una volta che la Anderson riuscì a convincere i guardiacoste della perdita della Fitzgerald venne lanciata un'operazione di ricerca dei sopravvissuti che all'inizio impegnò, oltre alla Arthur M. Anderson, un altro cargo, la William Clay Ford. Una terza nave, la canadese Hilda Marjanne, tentò di unirsi ma venne fermata dal maltempo. La U.S. Coast Guard impegnò tre velivoli, ma non riuscì a far arrivare nessuna nave: la Woodrush fu indirizzata sul luogo dell'affondamento dopo due ore e mezza dal fatto, ma ci mise un intero giorno ad arrivare. Con le ricerche si rinvennero solo alcune lance di salvataggio e zatteroni, ma nessun sopravvissuto.

## L'ispezione subacquea

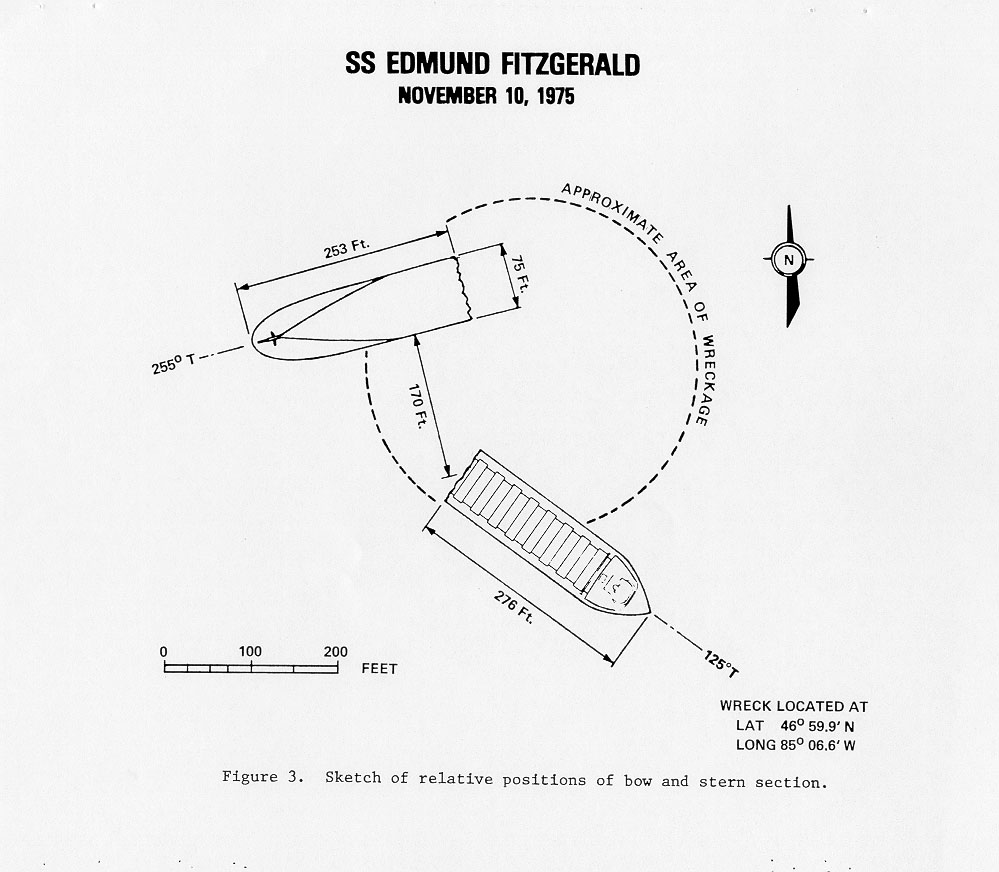
La posizione relativa del relitto della Edmond Fitzgerald

Il relitto fu localizzato da un velivolo della United States Navy dotato di un rilevatore di anomalie magnetiche, usato solitamente per la caccia ai sottomarini. I resti della nave vennero ispezionati dalla guardia costiera con un sonar a scansione laterale, rilevando due tronconi posati sul fondo a poca distanza. Un secondo rilevamento venne svolto dal 22 al 25 novembre dall'agenzia privata Seaward, Inc.
Tra il 20 e il 28 maggio 1976 un sottomarino automatico CURV III della marina militare statunitense fotografò il relitto.
Il mezzo, controllato via cavo da una nave in superficie, scattò una serie di immagini a 35 mm ed alcuni video in bianco e nero, verificando che la Edmund Fitzgerald era posata sul fondo in due grandi tronconi a 160 metri di profondità. La prua, lunga circa 84 metri, giaceva eretta nel fango, mentre la sezione di poppa (52 metri) si era capovolta ed era inclinata a 50° sull'asse della nave, separata dall'altro troncone da rottami metallici e mucchi di traconite.

## Cause del disastro
All'epoca della perdita della Fitzgerald si pensò che la nave si fosse spezzata in due tronconi a causa dell'intenstà della tempesta: eventi simili avvenuti in passato furono caratterizzati dalla presenza di relitti spezzati in due e disposti anche a miglia di distanza sul fondo del mare. In questo caso, però, i relitti erano lontani solo una quindicina di metri, per cui dopo i primi rilevamenti si pensò che la nave si fosse spezzata solo nell'urto col fondale.
Un'inchiesta della guardia costiera concluse che l'affondamento fosse dovuto a delle chiusure difettose dei vani di carico: queste chiusure avevano lasciato entrare l'acqua spinta sul ponte dalle onde, inondando gradualmente la stiva lungo tutto il corso della giornata compromettendo fatalmente la galleggiabilità e la stabilità della nave col risultato di mandarla a fondo senza preavviso.
Il rapporto della guardia costiera suscitò controversie, e fu accusato di ignorare elementi critici preferendo addossare la colpa all'equipaggio impedendo così conseguenze legali per la Oglebay-Norton che operava il veicolo.
Altre teorie sull'affondamento sostengono che la distruzione del radar costrinse l'equipaggio a fare affidamento su vecchie carte nautiche inaccurate: le versioni canadese e americana delle mappe della zona riportano secche e acque basse in punti diversi, e in alcuni casi omettono completamente alcuni punti pericolosi. Come risultato, la Fitzgerald avrebbe urtato contro una striscia di sabbia sommersa presso Caribou Island senza che l'equipaggio se ne accorgesse, ricevendo danni sulla chiglia e cominciando ad imbarcare acqua lentamente fino a compromettere la stabilità del vascello, senza lasciare agli uomini tempo di intervenire quando le conseguenze cominciarono a manifestarsi con un rapido cambio di assetto.
La nave si sarebbe dunque rotta affondando verticalmente nel lago, spezzandosi a metà: a quel punto la poppa si sarebbe ribaltata, appoggiandosi sul fondo capovolta dopo essere rimasta esposta al di fuori dell'acqua mentre la prua toccava il fondo delle acque relativamente basse del lago. Questa teoria è supportata dalle ultime comunicazioni radio tra la Anderson e la Fitzgerald, dove la Anderson segnalava due grandi onde che avrebbero raggiunto la Fitzgerald a breve.
Una rottura dello scafo durante la navigazione sarebbe estremamente difficile da provare, per via della posizione del relitto posato nel fango fino al limite dei segni di carico.
Un documentario creato e trasmesso da Discovery Channel incentrò l'attenzione su una grande piega rinvenuta sulla copertura dello scafo e su difetti preesistenti della struttura, delle stive e delle botole di carico. Tramite l'uso di vasche a onde e simulazioni computerizzate, i documentaristi conclusero che l'affondamento della Edmund Fitzgerald era da imputarsi ad un'onda anomala. Ci sono rapporti che indicano tre grosse onde anomale sul lago, due delle quali segnalate dalla Anderson. Questi eventi vengono soprannominati tre sorelle, in quanto si presentano tipicamente a gruppo. La teoria suggerita è che la Fitzgerald fu colpita duramente dalle prime due onde, che danneggiarono i boccaporti dell'area di carico e allagarono le stive, sottoponendo lo scafo a sforzi che portarono, all'arrivo della terza onda, alla rottura della nave.

## Il ricordo dell'evento

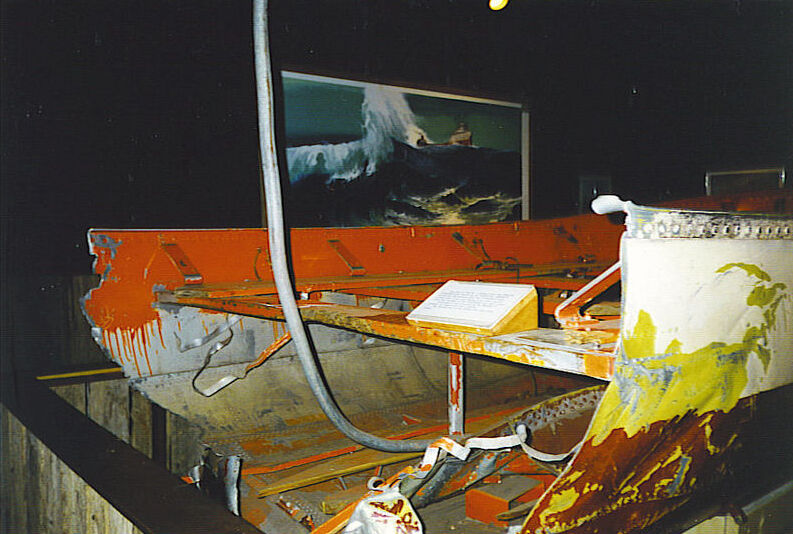
Una delle lance di salvataggio della Edmund Fitzgerald alla nave museo Valley Camp.

Il giorno successivo l'affondamento, la Mariners' Church di Detroit fece suonare le campane 29 volte, una per ogni vittima.
La chiesa continua a tenere una cerimonia annuale in cui vengono letti i nomi dei marinai e viene suonata la campana. Il 12 novembre 2006, due giorni dopo l'anniversario dell'affondamento della Edmund Fitzgerald, la chiesa allargò la cerimonia a tutti i marinai periti sui Grandi Laghi. Nel 2006, la campana suonò solo otto volte, invece di 29: cinque volte (una per ognuno dei cinque laghi), una sesta per il lago St. Clair e il fiume Detroit, una settima per la St. Lawrence Seaway e un'ottava per il personale militare.
La campana della nave venne recuperata dal relitto il 4 luglio 1995 e oggi si trova al Great Lakes Shipwreck Museum di Whitefish Point presso Paradise, Michigan. L'ancora della Fitzgerald dispersa in uno degli incidenti precedenti l'affondamento è stata recuperata dal fiume Detroit e si trova al Dossin Great Lakes Museum di Detroit, Michigan. Gli oggetti presenti al museo di Steamship Valley Camp a Sault Ste. Marie (Michigan) comprendono due lance di salvataggio, fotografie, un filmato della Fitzgerald, medaglie commemorative e dipinti.
Ogni 10 novembre il faro di Split Rock, a Silver Bay (in Minnesota) emette un fascio di luce commemorativo per la Edmund Fitzgerald.
Il guardacoste Woodrush della guardia costiera americana fu sostituito nel 2001 da un altro vascello, lo USCGC Maple. Nel suo viaggio di battesimo, il Maple visitò il luogo del relitto della Fitzgerald gettando l'ultimo salvagente del Woodrush.
L'8 agosto 2007, una famiglia del Michigan ritrovò un salvagente in un parco provinciale sulle coste del Lago Superiore. Si pensò ad un falso, dato che il salvagente era sostanzialmente diverso da quelli rinvenuti sul relitto. In seguito è risultato essere un oggetto commemorativo dell'affondamento.

### Tributi musicali
Nel 1976 il cantautore canadese Gordon Lightfoot compose la canzone The Wreck of the Edmund Fitzgerald in memoria degli eventi legati all'affondamento. Della canzone esiste anche una reinterpretazione della rock band canadese Rheostatics e una dei The Dandy Warhols. Il cantante Courtney Taylor-Taylor è cugino del membro dell'equipaggio Michael Armagost.
Nel 1986, lo scrittore Steven Dietz e il compositore Eric Peltoniemi scrissero il musical Ten November in memoria dell'affondamento; il musical fu rimesso in scena nel 2005, cambiando il titolo in The Gales of November, which opened on the 30th anniversary of the sinking at the Fitzgerald Theater in St. Paul.
Nel 2005, il complesso rock del Michigan Great Lakes Myth Society incluse campioni audio delle trasmissioni radio della Anderson nella canzone "Lake Effect".
Nel trentesimo anniversario della commemorazione il compositore Geoffrey Peterson tenne un concerto di piano intitolato "The Edmund Fitzgerald", presentato alla Sault Symphony Orchestra di Sault Ste. Marie, Ontario, Canada nel novembre 2005.

### Altri naufragi
Nonostante sia uno dei più recenti e il più grande vascello affondato nei grandi laghi, la Fitzgerald non è l'unica. Oltre alla Invincible nel 1816 e alla Fitzgerald nel 1975, sul fondo della Whitefish Point Underwater Preserve Area si trovano almeno altre 240 navi.
I Grandi Laghi hanno una lunga storia di naufragi, con oltre 6000 incidenti tra il 1878 e il 1994, con circa un quarto conclusi con la perdita di una nave e la morte di 1166 persone.
Alcune navi sono semplicemente scomparse nelle tempeste; la Carl D. Bradley, la più grande nave da carico dei laghi fino al varo della Wilfred Sykes e soprannominata "la regina dei laghi", venne persa così nel novembre 1958, con due sopravvissuti e 33 vittime.
Un'altra causa principale di disastri è legata a tempeste nevose che colpiscono periodicamente i laghi, tra cui va ricordata quella del 1913.
I laghi ospitano numerose riserve marine che contengono diverse navi affondate. Nel 2005 ci fu una proposta di istituire un memoriale per i marinai periti sui Laghi a Washington D.C., e nel 1994 ci furono iniziative per intitolare la giornata del 10 novembre ai marinai dei Grandi Laghi, che però non ebbe successo.

## Equipaggio
L'equipaggio della Edmund Fitzgerald comprendeva:
| Nome                 | Ruolo                         | Età | Città di nascita        |
| -------------------- | ----------------------------- | --- | ----------------------- |
| Armagost, Michael E. | terzo ufficiale               | 37  | Iron River, Wisconsin   |
| Beetcher, Fred J.    | scaricatore                   | 56  | Superior, Wisconsin     |
| Bentsen, Thomas D.   | ingrassatore                  | 23  | St. Joseph, Michigan    |
| Bindon, Edward F.    | primo ufficiale di macchina   | 47  | Fairport Harbor, Ohio   |
| Borgeson, Thomas D.  | allievo operaio polivalente   | 41  | Duluth, Minnesota       |
| Champeau, Oliver J.  | terzo ufficiale di macchina   | 41  | Sturgeon Bay, Wisconsin |
| Church, Nolan S.     | scaricatore                   | 55  | Silver Bay, Minnesota   |
| Cundy, Ransom E.     | comune di guardia in coperta  | 53  | Superior, Wisconsin     |
| Edwards, Thomas E.   | secondo ufficiale di macchina | 50  | Oregon, Ohio            |
| Haskell, Russell G.  | secondo ufficiale di macchina | 40  | Millbury, Ohio          |
| Holl, George J.      | direttore di macchina         | 60  | Cabot, Pennsylvania     |
| Hudson, Bruce L.     | mozzo                         | 22  | North Olmsted, Ohio     |
| Kalmon, Allen G.     | secondo cuoco                 | 43  | Washburn, Wisconsin     |
| MacLellan, Gordon F. | giovanotto di macchina        | 30  | Clearwater, Florida     |
| Mazes, Joseph W.     | operaio polivalente           | 59  | Ashland, Wisconsin      |
| McCarthy, John H.    | primo ufficiale               | 62  | Bay Village, Ohio       |
| McSorley, Ernest M.  | comandante                    | 63  | Toledo, Ohio            |
| O'Brien, Eugene W.   | timoniere                     | 50  | Toledo, Ohio            |
| Peckol, Karl A.      | comune di guardia in coperta  | 20  | Ashtabula, Ohio         |
| Poviach, John J.     | timoniere                     | 59  | Bradenton, Florida      |
| Pratt, James A.      | secondo ufficiale             | 44  | Lakewood, Ohio          |
| Rafferty, Robert C.  | capo cameriere                | 62  | Toledo, Ohio            |
| Riippa, Paul M.      | mozzo                         | 22  | Ashtabula, Ohio         |
| Simmons, John D.     | timoniere                     | 62  | Ashland, Wisconsin      |
| Spengler, William J. | comune di guardia in coperta  | 59  | Toledo, Ohio            |
| Thomas, Mark A.      | mozzo                         | 21  | Richmond Heights, Ohio  |
| Walton, Ralph G.     | ingrassatore                  | 58  | Fremont, Ohio           |
| Weiss, David E.      | allievo di coperta            | 22  | Agoura, California      |
| Wilhelm, Blaine H.   | ingrassatore                  | 52  | Pilsen, Wisconsin       |